# 新田広一郎
新田 広一郎（にった こういちろう、1966年12月22日 - ）は、徳島県徳島市津田町出身の実業家。元サッカー選手。

## 来歴
小学3年生のときからサッカーを始める。その後攻撃的ミッドフィールダーとして活躍、徳島商高時代には徳島県代表として3年連続で全国高等学校サッカー選手権大会出場、日本ユース代表。その後、順天堂大学に進み卒業。
1989年に大塚製薬に入社、同社サッカー部（徳島ヴォルティスの前身）に入部。同年、チームは四国サッカーリーグ優勝、翌1990年には日本サッカーリーグ2部昇格を果たす。その後ジャパンフットボールリーグでプレーした後、1993年に現役引退。
その後は大塚製薬東京本社の販売促進部に勤務。
2008年、J2昇格後3年連続で最下位となったため引責辞任した髙本浩司の後を受け、徳島ヴォルティス代表取締役社長に就任した。任期中、2013年末にはチーム歴史上初となるJ1昇格に導いている。2015年2月27日付けで退任。
2024年時点で大塚製薬の執行役員リレーショナルマーケティング担当（兼）営業支援室室長、徳島ヴォルティスの取締役（非常勤）を務めている。

## 略歴
- 徳島市立津田小学校
- 徳島市立津田中学校
- 1982年 - 1984年：徳島県立徳島商業高等学校
- 1985年 - 1988年：順天堂大学
- 1989年：大塚製薬入社
  - 1989年 - 1993年：大塚製薬サッカー部
- 1994年：大塚製薬東京本社販売促進部所属
- 2008年12月 - 2015年2月：徳島ヴォルティス代表取締役社長

## 個人成績
| 国内大会個人成績 | 国内大会個人成績 | 国内大会個人成績 | 国内大会個人成績 | 国内大会個人成績                       | 国内大会個人成績 | 国内大会個人成績 | 国内大会個人成績  | 国内大会個人成績 | 国内大会個人成績 | 国内大会個人成績 | 国内大会個人成績 |
| 年度             | クラブ           | 背番号           | リーグ           | リーグ戦                               | リーグ戦         | リーグ杯         | リーグ杯          | オープン杯       | オープン杯       | 期間通算         | 期間通算         |
| 年度             | クラブ           | 背番号           | リーグ           | 出場                                   | 得点             | 出場             | 得点              | 出場             | 得点             | 出場             | 得点             |
| 日本             | 日本             | 日本             | 日本             | リーグ戦                               | リーグ戦         | JSL杯            | JSL杯             | 天皇杯           | 天皇杯           | 期間通算         | 期間通算         |
| ---------------- | ---------------- | ---------------- | ---------------- | -------------------------------------- | ---------------- | ---------------- | ----------------- | ---------------- | ---------------- | ---------------- | ---------------- |
| 1989             | 大塚             |                  | 四国             |                                        |                  | -                | -                 |                  |                  |                  |                  |
| 1990-91          | 大塚             | 6                | JSL2部           | 25                                     | 4                | 1                | 0                 |                  |                  |                  |                  |
| 1991-92          | 大塚             | 6                | JSL2部           | 10                                     | 0                | 1                | 0                 |                  |                  |                  |                  |
| 1992             | 大塚             | 6                | 旧JFL1部         |                                        |                  | -                | -                 |                  |                  |                  |                  |
| 1993             | 大塚             | 6                | 旧JFL1部         |                                        |                  | -                | -                 |                  |                  |                  |                  |
| 通算             | 日本             | 日本             | JSL2部           | 35                                     | 4                | 2                | 0\|\|\|\|\|\|\|\| |                  |                  |                  |                  |
| 通算             | 日本             | 日本             | 旧JFL            | \|\|\|\|colspan="2"\|-\|\|\|\|\|\|\|\| |                  |                  |                   |                  |                  |                  |                  |
| 通算             | 日本             | 日本             | 四国             | \|\|\|\|colspan="2"\|-\|\|\|\|\|\|\|\| |                  |                  |                   |                  |                  |                  |                  |
| 総通算           | 総通算           | 総通算           | 総通算           | \|\|\|\|2\|\|0\|\|\|\|\|\|\|\|         |                  |                  |                   |                  |                  |                  |                  |

- JSL（2部）初出場：1990年9月9日 NTT関東戦 (浦和市立駒場陸上競技場)
- JSL（2部）初得点：1990年9月9日 NTT関東戦 (浦和市立駒場陸上競技場)

## 参考資料
- 新田広一郎代表取締役社長就任のお知らせ - 2008年12月10日付徳島ヴォルティス公式
- 『1990-1991JSLイヤーブック』日本サッカーリーグ編、南雲堂、1990 ISBN 4-523-31032-7
- 『1991-1992JSLイヤーブック』日本サッカーリーグ編、南雲堂、1991 ISBN 4-523-31033-5
- 『日本サッカーリーグ全史』日本サッカーリーグ、1993